# فرسنو ال بیخو
فرسنو ال بیخو (به اسپانیایی: Fresno el Viejo) یک شهرستان در اسپانیا است که در استان وایادولید واقع شده‌است.